# 성난 황소 (1980년 영화)
《성난 황소》(영어: Raging Bull) 혹은 《분노의 주먹》은 1980년 개봉한 미국의 흑백, 스포츠 드라마 영화이다. 마틴 스코세이지가 감독을, 폴 슈레이더와 마딕 마틴이 각본을 맡았다. 제이크 라모타의 회고록 Raging Bull: My Story 가 영화의 원작이다. 1990년, 미국 의회도서관 국립영화등기부에 등재되었다.

## 줄거리
1941년, 제이크 라모타는 논란의 판정 끝에 지미 리브스에게 첫 패배를 당한 젊고 떠오르는 미들급 복서이다. 제이크의 형인 조이는 그의 마피아 연줄 중 한 명인 샐비 배츠와 함께 미들급 타이틀 획득 가능성에 대해 논의한다. 하지만 그는 자신의 방식대로 챔피언십을 따내고 싶어 마피아의 도움을 거듭 거절한다.
제이크는 브롱크스 이웃의 수영장에서 15세 소녀 비키를 발견한다. 그는 이미 결혼한 상태이고 비키는 미성년자임에도 불구하고 결국 그녀와 관계를 맺는다. 1943년, 제이크는 슈거 레이 로빈슨을 물리치고 3주 후에 재대결을 펼친다. 경기 내내 제이크가 로빈슨을 압도했지만, 심판들은 놀랍게도 로빈슨의 손을 들어준다. 조이는 로빈슨이 다음 주에 육군에 입대했기 때문에 이겼다고 생각한다.
1945년, 제이크는 비키와 결혼하지만, 그는 그녀에게 지배적이고 강압적이며, 그녀가 다른 남자들에게 감정을 품고 있을까 봐 끊임없이 걱정한다. 그의 질투는 지역 폭력 조직 두목 토미 코모와 비키 앞에서 다음 상대인 토니 야니로를 잔인하게 구타할 때 명확히 드러난다. 조이가 코파카바나에서 기자들과 승리에 대해 논의하던 중, 샐비와 그의 일행이 있는 테이블로 비키가 다가오는 것을 보고 산만해진다. 조이는 비키와 대화하는데, 그녀는 제이크와의 결혼 생활에 불만을 품고 있음을 암시한다. 비키가 샐비와 불륜을 저지르고 있다는 오해를 한 조이는 클럽 밖에서 싸움으로 번져 샐비를 맹렬히 공격한다.
코모는 그들에게 서로 사과하라고 명령하지만, 조이에게 코모가 통제하는 챔피언십 타이틀을 얻고 싶다면 승부조작을 해야 한다고 제이크에게 말하게 한다. 제이크는 빌리 폭스와의 다음 경기에서 고의로 패배하고, 형편없는 경기력을 보여 관중들의 야유를 받으며 경기장을 떠난다. 그는 경기 조작 의심으로 얼마 지나지 않아 위원회에서 출전 정지 처분을 받는다. 그는 복귀하여 1949년에 마르셀 세르단을 상대로 미들급 챔피언십 타이틀을 획득한다.
1950년, 제이크는 비키가 바람을 피우고 있다는 망상에 점점 사로잡힌다. 그는 조이에게 그녀와 바람을 피웠는지 묻는데, 이는 조이를 격분하게 하고 그가 떠나게 만든다. 제이크는 비키에게 바람을 피웠는지 추궁하고, 이에 그녀는 조이, 샐비, 토미와 섹스를 했다고 비꼬듯이 고백한다. 격분한 제이크는 비키를 뒤따라 조이의 집으로 가서 그의 아내 레노라와 자녀들 앞에서 그를 폭행한 후 비키를 기절시킨다.
비키는 그들의 집으로 돌아와 떠나겠다고 위협하지만, 그들은 화해한다. 1950년 로랑 도투유를 상대로 힘든 15라운드 경기에서 챔피언 벨트를 방어한 후, 그는 경기가 끝난 후 형에게 전화를 걸어 화해를 시도한다. 하지만 조이가 샐비가 전화 너머에 있다고 생각하고 그를 모욕하기 시작하자, 제이크는 말없이 전화를 끊는다. 형과 소원해진 제이크는 경력이 하락하는 것을 보게 되고, 결국 1951년 로빈슨과의 마지막 대결에서 타이틀을 잃는다.
1956년, 늙고 비만해진 제이크는 은퇴하고 가족과 함께 마이애미로 이사한다. 그가 소유한 나이트클럽에서 밤새 머물다가 비키는 그에게 이혼과 자녀의 완전한 양육권을 원한다고 말한다. 그녀는 또한 그가 자녀들에게 가까이 오면 경찰에 신고하겠다고 위협한다.
제이크는 나이트클럽에 미성년자 소녀들을 들인 혐의로 체포되고, 챔피언 벨트의 보석으로 형사 사건에서 뇌물로 벗어나려 했지만 실패한다. 1957년, 그는 감옥에 가서 자신의 불운을 슬퍼하며 절망에 빠져 울부짖는다. 1958년 뉴욕으로 돌아온 그는 조이와 마주치고, 조이는 마지못해 그의 포옹을 받아들인다.
1964년, 제이크는 다양한 클럽에서 스탠드업 코미디 공연을 한다. 공연 전 무대 뒤에서 라모타는 섀도우 복싱으로 공연을 준비하고, 워터프론트의 장면들을 인용하며 "내가 보스다"라고 외친 후 무대에 오른다.

## 출연

### 주연
- 로버트 드 니로

### 조연
- 조 페시
- 캐시 모리어티

## 기타
- 원작자: 피터 세비지
- 원작자: 조셉 카터
- 원작자: 제이크 라모타
- 프로듀서: 제이크 라모타
- 협력프로듀서: 피터 세비지
- 협력프로듀서: 홀 W. 폴레이어
- 미술: 진 루돌프
- 의상: 리처드 브루노
- 배역: 시스 코먼